# Ferrocarriles Metropolitanos Sociedad Anónima
A Ferrocarriles Metropolitanos Sociedad Anónima (FEMESA) foi uma empresa estatal argentina criada por decreto em 1991, no governo de Carlos Saúl Menem. Tinha como função administrar os serviços de trens metropolitanos que pertenciam aos Ferrocarriles Argentinos (estatal em processo de liquidação).
A FEMESA serviu como empresa provisória operando o sistema de trem metropolitanos enquanto preparava e conduzia o processo de privatização dos serviços de trens metropolitanos da província de Buenos Aires.
Atualmente a FEMESA encontra-se em processo de liquidação desde 1997.
As linhas de trem metropolitano foram privatizadas entre 1994 e 1995 para as segunites empresas:
| Ferrocarril    | Ramales | Concesionaria       | Inicio                |
| -------------- | --- | ------------------- | --------------------- |
| Roca           | Constitución-La Plata (vía Quilmes) Constitución-Cañuelas Constitución-Alejandro Korn Temperley - Haedo Vía Circuito Bosques-Gutiérrez | Metropolitano UGOFE | 01/05/1994 22/05/2007 |
| San Martín     | Retiro-Pilar | Metropolitano UGOFE | 01/04/1994 07/01/2005 |
| Belgrano Norte | Retiro-Villa Rosa | Ferrovías           | 01/04/1994            |
| Belgrano Sur   | Puente Alsina-Aldo Bonzi Bs. As.-González Catán Bs. As.-Marinos del Belgrano                                                           | Metropolitano UGOFE | 01/05/1994 22/05/2007 |
| Mitre          | Retiro-Tigre Retiro-Bartolomé Mitre Retiro-José León Suárez Victoria-Capilla del Señor Villa Ballester-Zárate                          | TBA                 | 27/05/1995            |
| Sarmiento      | Once-Moreno Merlo-Lobos Moreno-Mercedes Merlo-Puerto Madero                                                                            | TBA                 | 27/05/1995            |
| Urquiza        | Federico Lacroze-General Lemos | Metrovías           | 01/01/1994            |